# Erigorgus tricostatus
Erigorgus tricostatus är en stekelart som först beskrevs av Constantineanu och Petcu 1969.  Erigorgus tricostatus ingår i släktet Erigorgus och familjen brokparasitsteklar. Inga underarter finns listade i Catalogue of Life.